# 利奧泰 (堪薩斯州)
利奧泰（英語：Leoti）是一個位於美國堪薩斯州威奇托縣的城市。同時該地也是威奇托縣的縣治。

## 地方資料
利奧泰的座標為38°29′03″N 101°21′28″W / 38.48417°N 101.35778°W，而該地的海拔高度為1006米（即3301英尺）。根據2010年美國人口普查，該地共人口1475人，而該地的面積約為3.41平方千米。